# Bhaktivedanta Swami Prabhupada
Bhaktivedanta Swami Prabhupada (Calcuta, 1 de septiembre de 1896-Vrindavan, 14 de noviembre de 1977) fue un religioso y traductor bengalí, fundador del movimiento Hare Krisna.
A lo largo de su vida fue conocido con varios nombres:
- Abhay Charan DE (hasta los sesenta años de edad).
- Bhaktivedanta Swami
- Su Divina Gracia A. C. Bhaktivedanta Swami
- Su Divina Gracia Abhay Charanaravinda Bhaktivedanta Swami Prabhupāda
- Om Visnupada Paramajamsa Parivrayaka-acharia Astottara-sata (108) Su Divina Gracia Abhay Charanaravinda Bhaktivedanta Swami Prabhupāda
- Śrīla Prabhupāda

Entre sus obras más destacadas están las traducciones de tres libros hinduistas:
el Bhagavad-guita (del siglo III a. C.),
el Srimad-bhágavatam (del siglo XI) y
el Chaitania-charitamrita (del siglo XVI).
Trabajó toda su vida como vendedor de productos de farmacia, y a los 70 años viajó a Estados Unidos y creó el movimiento Hare Krisna.

## Biografía
Bhaktivedanta Prabhupada nació en la ciudad de Calcuta (en la región de Bengala, en la India invadida por el Imperio británico) con el nombre de Abhay Charan DE. Su padre se llamaba Gour Mohan DE, y su madre, Rajani.
De acuerdo con la tradición vaisnava, Abhay Charan DE tuvo una educación religiosa, aprendiendo a cantar bhayans (canciones devocionales), a tocar la mridanga (tambor de dos cabezales) y estudiando los textos sánscritos Bhagavad-guita y Bhágavata-purana.
En 1920 completó sus estudios secundarios en el Scottish Church College, una institución que enseñaba en idioma inglés ―la India estaba invadida por los británicos desde el siglo XVIII―. Se casó en 1918 y trabajó los siguientes cuarenta años como vendedor en la farmacia Bengal Chemical. En esa época era simpatizante del movimiento revolucionario de Mahatma Gandhi (al que décadas más tarde despreciaría).

### Su maestro, Bhaktisidhanta

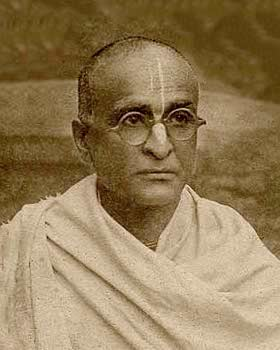
Bhaktisiddhanta Prabhupada (1874-1937) a los cincuenta años aproximadamente. Fotografía tomada en los años 1920.

En 1922, también en Calcuta, conoció a su maestro espiritual, Bhaktisidhanta Saraswati Prabhupada (1874-1937), quien había fundado en esa ciudad el grupo religioso Gaudiya Mat.
En ese primer encuentro, Bhaktisiddhanta le dijo que debía predicar las doctrinas krisnaístas en inglés, y lo animó a que escribiera artículos en ese idioma para su revista The Harmonist (‘el armonizador’).
Abhay Charan DE lo visitaba siempre que podía, aunque se mantuvo alejado de las intrigas y conspiraciones del grupo Gaudiya Mat. Recién once años después (en 1933, a los 37 años de edad), en Allahabad (India), Abhay Charan aceptó convertirse en su discípulo. Bhaktisiddhanta ―de acuerdo con la tradición hinduista― le dio un «nombre espiritual»: Abhay Charanaravinda Das.
Después de la muerte de Bhaktisiddhanta ―posiblemente envenenado por varios de sus discípulos líderes―, Abhay Charan siguió ayudando a solo una de las ramas en que se había dividido la secta. Colaboraba económicamente con su compañero Bhakti Prajñana Késhava Swami, quien se mantenía mediante la formación y entrenamiento de discípulos. En 1944, sin ninguna ayuda ni conexión con Bhaktisiddhanta ni con los demás discípulos de este, Abhay Charan comenzó a publicar una revista quincenal en inglés, llamada Back to Godhead (que a fines del siglo XX sus discípulos continuarían y publicarían en muchos idiomas; en español se llama De vuelta al Supremo). Abhay Charan la redactaba y pasaba a máquina los manuscritos, revisaba las pruebas de galera, e incluso distribuía gratuitamente los ejemplares de la misma, y hacía grandes esfuerzos por mantener la publicación con lo que ganaba en la farmacia.
En los años siguientes, Abhay Charanaravinda escribió un comentario sobre el Bhagavad-guita, que él consideraba el más importante de todos los textos hinduistas

### Abandona a su familia y adopta la orden de renuncia
En 1950, Abhay Charan ―de 53 años― abandonó a su esposa y sus hijos, de acuerdo con una costumbre religiosa india rara vez observada.
Se fue a vivir como mendigo religioso a la ciudad de Mathura (unos 180 km al sureste de Nueva Delhi, en el centro de la India), al templo creado por su amigo Bhakti Prajñana Késhava Swami. El 19 de septiembre de 1959 ―cuando Abhay Charan tenía 63 años―, su hermano espiritual (o sea, discípulo de su mismo maestro espiritual, Bhaktisidhanta Prabhupada) Bhakti Pragñana Keshava Maharash lo convenció de que adoptara el estatus de sanniás (‘renunciante’ y predicador religioso), y ―de acuerdo con la tradición hinduista― le volvió a cambiar el «nombre espiritual» (Abhay Charanaravinda Das) por otro: Bhaktivedanta Swami.
Como sanniasi se trasladó al sagrado poblado de Vrindavan (20 km al norte de Mathura), y vivió en el templo Radha Dámodara, en la ruinosa habitación donde había vivido el escritor y gurú Rupa Goswami (1493-1564).
En los siguientes seis años, Bhaktivedanta Swami escribió Viaje fácil a otros planetas (una explicación mundana acerca de la reencarnación, en idioma inglés), y comenzó la obra maestra de su vida: traducir los comentarios en bengalí que habían escrito su maestro Bhaktisiddhanta Prabhupada y otros comentaristas bengalíes de los pasados tres siglos acerca del texto sánscrito Srimad-bhágavatam (del siglo XI). Logró publicar (gracias a donaciones de empresarios hindúes religiosos) los tres primeros tomos (de un total de 20 volúmenes).

### Viaje a Estados Unidos

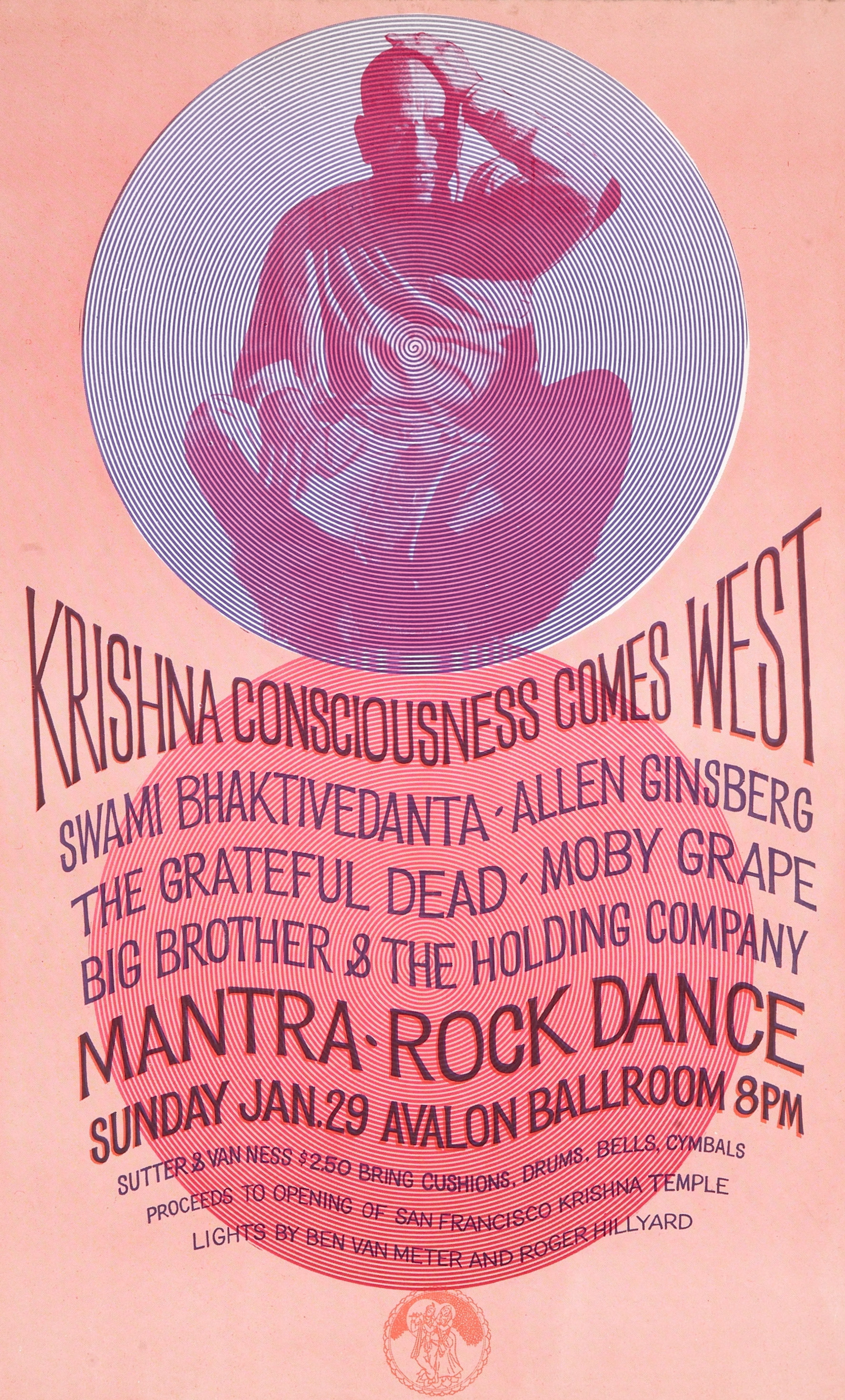
Póster promocional del evento musical Mantra-Rock Dance, 29 de enero de 1967.

Después de publicar tres volúmenes del Bhagavata-purana, en 1965 ―con 68 años―, Bhaktivedanta Swami decidió viajar a Estados Unidos para predicar la religión krisnaísta en Occidente. Obtuvo un pasaje a bordo del buque carguero Jaladhuta y partió con un cajón lleno de sus libros. Durante la travesía sufrió dos grandes descomposturas (que él en el futuro afirmaría que habían sido dos infartos agudos de miocardio).
El 26 de septiembre de 1965 llegó a Boston (Estados Unidos) y se alojó en el hogar de una familia hinduista conocida. Meses después se mudó a Nueva York y vivió en una pobre habitación de alquiler. Pasaba todo el día sentado en el parque Tompkins Square, vendiendo sus libros y cantando canciones religiosas en bengalí y el mantra sánscrito:
Hare Krisna, Hare Krisna,
Krisna Krisna, Hare Hare,
Hare Rama, Hare Rama,
Rama Rama, Hare Hare
Así consiguió reunir a varios jipis (pacifistas de la contracultura estadounidense). Con la ayuda de estos muchachos alquiló un local donde fundó ISKCON (International Society for Krishna Consciousness: Sociedad Internacional para la Conciencia de Krishna).

### Expansión de ISKCON

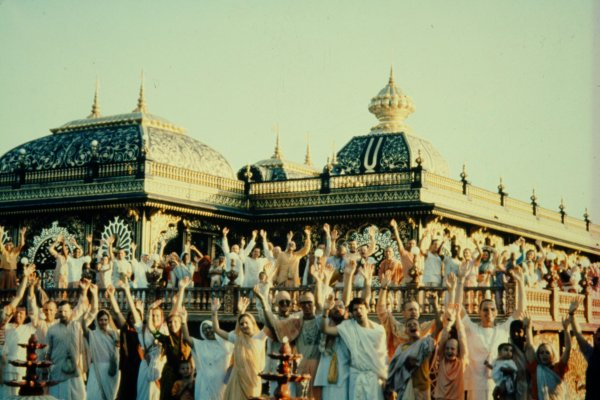
El Palacio de Oro de Prabhupada, en 1982, durante el auge de ISKCON en Estados Unidos.

Rápidamente su prédica generó cientos de discípulos que realizaban un cambio drástico en su modo de vida, abandonaban sus familias y sus estudios e ingresaban en una forma de vida comunitaria, viviendo entre 20 y 50 jóvenes varones en una misma casa.
Un año después, en 1968, un grupo de sus discípulos fundaron una granja en las colinas de Virginia Occidental (Estados Unidos). Desde entonces, sus discípulos han fundado varias comunidades similares en diversos lugares del mundo.
Bhaktivedanta Swami se empezó a hacer llamar Prabhupada, el cual había sido el apelativo de honor de su propio maestro, Bhaktisiddhanta Saraswati Prabhupada (y el nombre por el que sus discípulos se referían a él). Ese detalle no pasó desapercibido de los demás discípuos de Bhaktisiddhanta (en la India), quienes nunca le perdonaron esa afrenta.
A partir de ese momento y a lo largo de once intensos años, viajó por todo el mundo, estableció más de cien templos, y tradujo diariamente todos los volúmenes de las tres obras más importantes de la religión visnuista de Bengala (el krisnaísmo), comentadas extensamente por los más importantes escritores religiosos de la India:
- el Bhagavad-guita (del siglo III a. C.),
- el Srimad-bhágavatam (del siglo XI) y
- el Chaitania-charitamrita (del siglo XVI).

Sus detractores critican que Bhaktivedanta nunca dio crédito a los autores originales de esos extensos comentarios ―entre ellos Viswanatha Chakravarti y Baladeva Vidiabhushan―, sino que afirmaba haber sido él el autor de los miles de comentarios (a los que titulaba «Significados Bhaktivedanta»). Solo los mencionaba circunstancialmente, o en alguna de las dedicatorias. Pero no indicaba claramente que él solo había traducido los comentarios de ellos.
En 1975, sus discípulos inauguraron en Vrindavan (140 km al sureste de Nueva Delhi), el magnífico templo Krishna-Balarama y la Casa Internacional de Huéspedes.
A partir de los años noventa, todos esos sitios se han cerrado gradualmente.

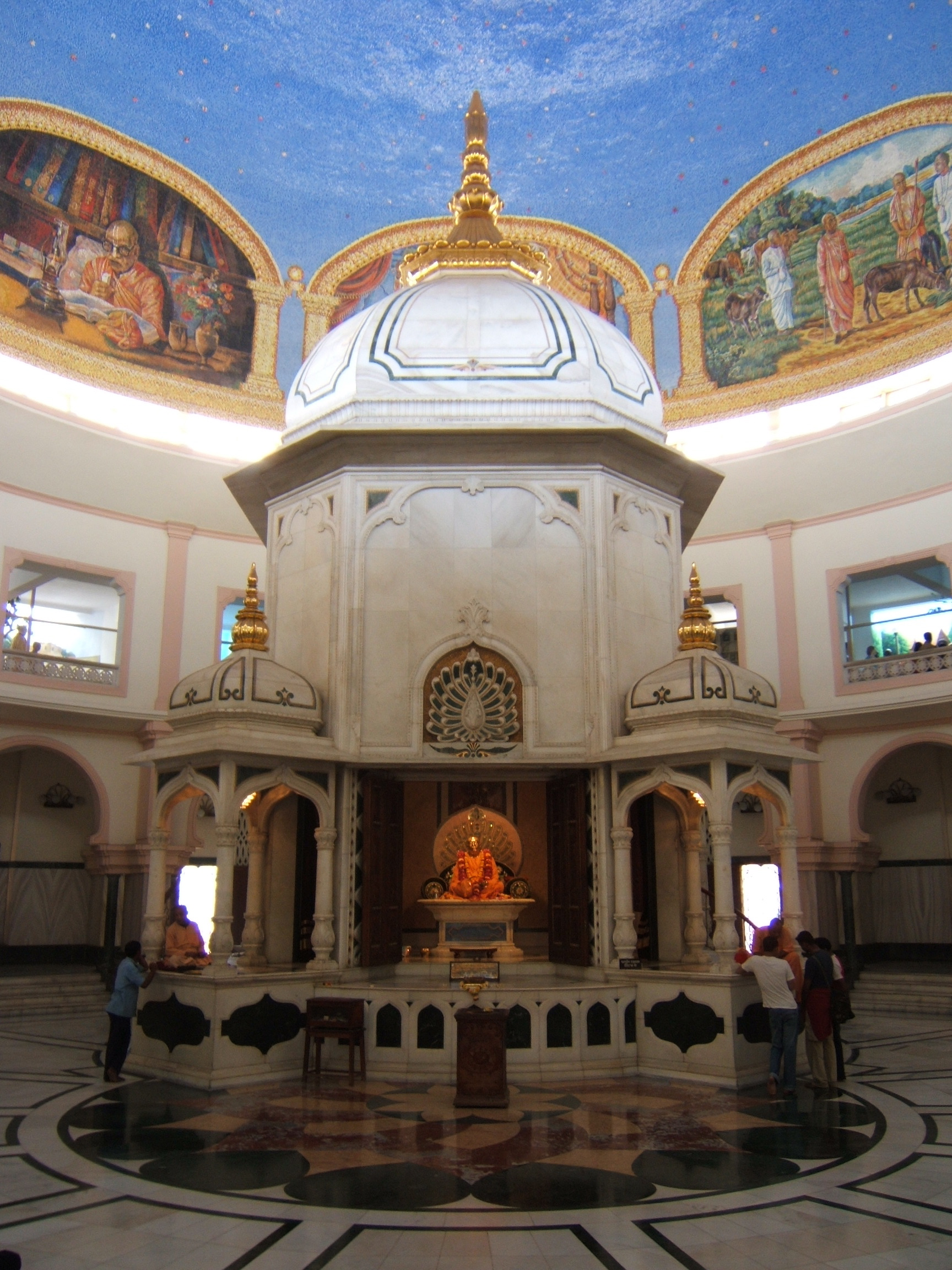
Estatua de Bhaktivedanta Prabhupada en el templo Chaitania-Chandrodaia (en Maiápur), uno de los dos templos principales de ISKCON.

### Muerte

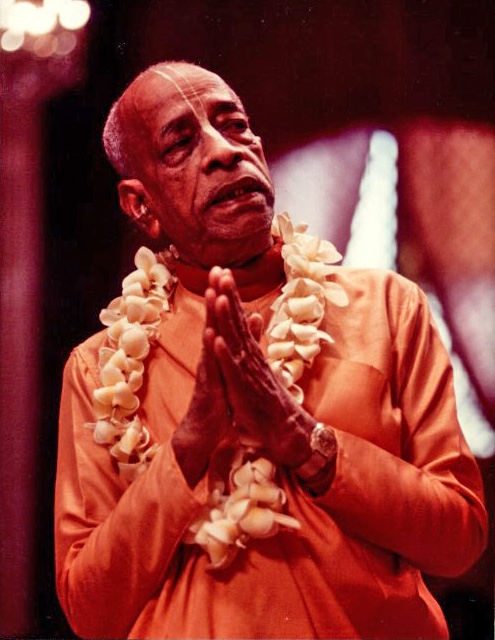
Bhaktivedanta Swami Prabhupada (1896-1977).

Bhaktivedanta Swami murió en su habitación en el templo de Vrindavan. Posteriormente fue enterrado en sal, y sobre su tumba se construyó un opulento mausoleo.

## Legado

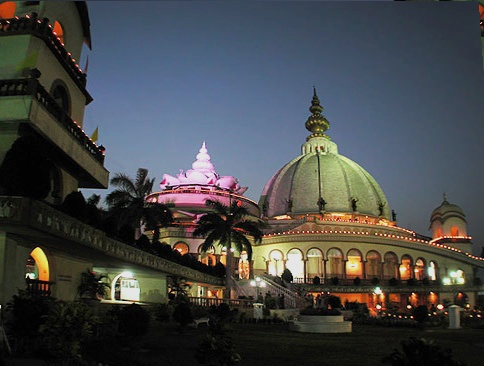
Templo Puspa Samadhi (‘tumba de las flores’, donde se encuentra la guirnalda que portaba Bhaktivedanta Prabhupada al morir) en Maiápur), uno de los dos templos principales de ISKCON.

Bhaktivedanta Prabhupada dejó como instrucción continuar con su obra:
el járinam (canto de los nombres de Krishna) y
el sánkirtan (venta de sus más de ochenta libros) “en cada pueblo y aldea”.
Bhaktivedanta Prabhupada dejó al GBC (Comisión del Cuerpo Gubernamental) de ISKCON la encomienda de preservar su legado. El GBC está formado por maestros espirituales y líderes de templos de todo el mundo, que se reúnen cada año en Maiápur (Bengala Occidental, India) para conformar las políticas comunes a todos los templos del mundo.
Después de la muerte de Prabhupada se inauguró el segundo centro más importante de ISKCON, en Máiapur (Bengala Occidental). En 1978 se inauguró en Playa Juhu (Bombay), un complejo cultural formado por un templo, un moderno teatro, una casa de huéspedes y un restaurante de cocina vegetariana.
Tras la muerte de Prabhupada, muchos de sus discípulos ―desalentados por el rumbo que tomó la institución― fueron reiniciados por Sridhar Goswami (1895-1988) y otros.

### Guru-kulas: internados para niños Hare Krishna
Bhaktivedanta Prabhupada también introdujo en Occidente el sistema hinduista de educación primaria y secundaria. El gurukula (‘escuela del maestro espiritual’) comenzó apenas en el año 1972, y en pocos años se expandió a muchos países del mundo.
La enseñanza se basaba en la repetición y memorización grupal de los versos del Bhagavad-guita, del Bhagavata-purana y otros (en sánscrito), a las que se agregaban materias regulares (como lenguaje, matemáticas, geografía, etc.).
El sistema de Prabhupada se basaba en utilizar como maestros y cuidadores de los niños a los devotos que no podían a salir a vender libros, sin ningún estudio docente o didáctico, generalmente adolescentes o jóvenes obligados a guardar celibato. Desafortunadamente este sistema provocó que entre los años setenta y ochenta sucedieran cientos de casos de abusos sexuales contra niños entre cinco y doce años de edad.
El 14 de octubre de 1977, la niña Robin George y su madre denunciaron al Movimiento por rapto y otros cargos. El 17 de junio de 1983, el movimiento Hare Krishna perdió el juicio. Se le ordenó pagar 32,5 millones de dólares. En 1987 se llevó a cabo la apelación. En 1994 se llegó a un arreglo por un monto no revelado.
Desde fines de los años noventa, un pequeño porcentaje de los abusados hicieron juicio por varios millones de dólares contra el movimiento Hare Krishna en todo el mundo, y lo ganaron. ISKCON se declaró en bancarrota y solo tuvo que pedir disculpas forzadas.

### Alimentos para la Vida (FFL)

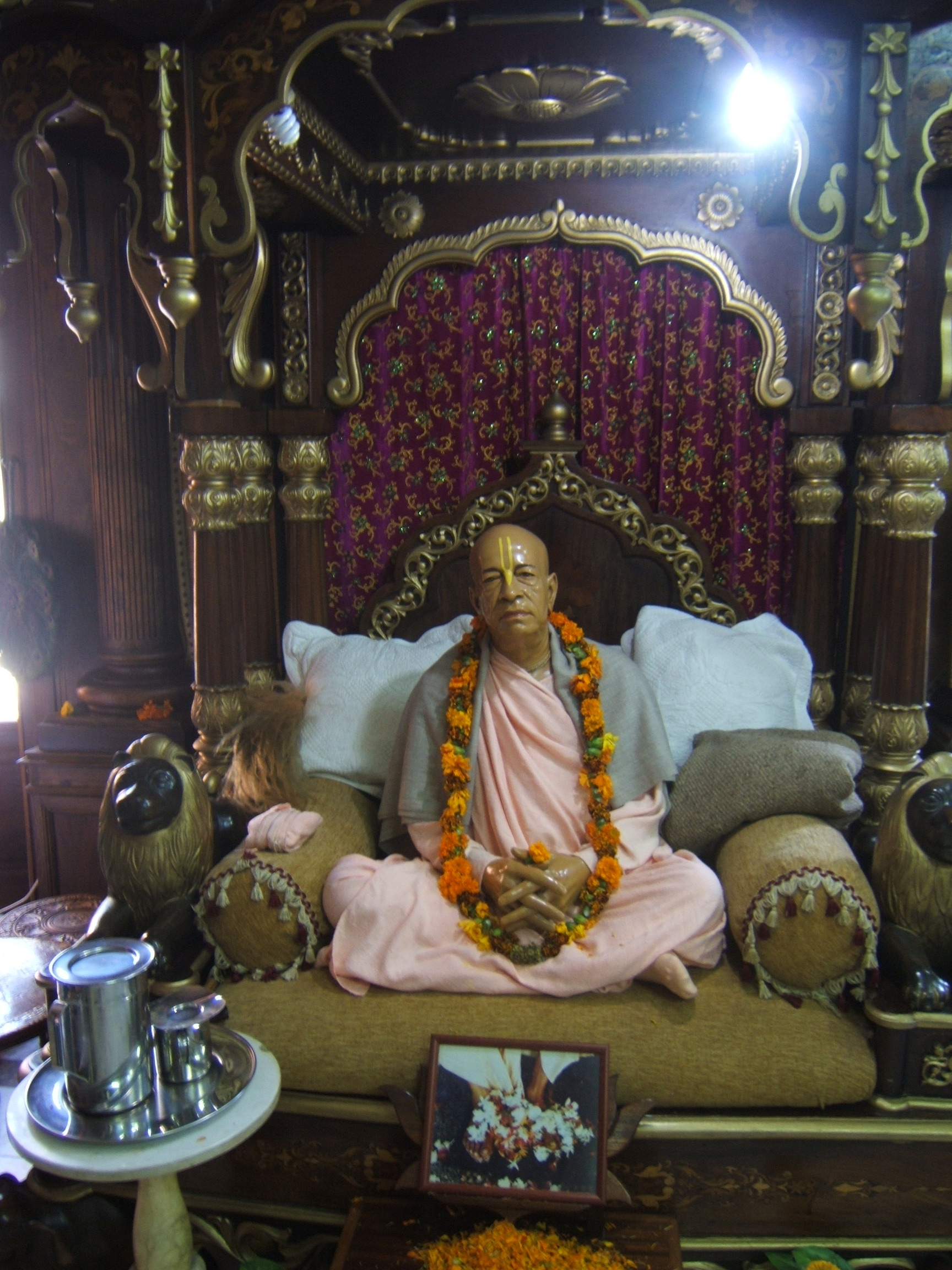
Estatua de Bhaktivedanta Prabhupada en Nueva Vrayamandala, la granja de ISKCON en España.

«A 20 millas de un templo nadie deberá padecer hambre» fue una de las instrucciones de Bhaktivedanta Prabhupada a sus discípulos y por esto se instauró el sistema de Alimentos para la Vida (Food For Life) que ha logrado dar gratuitamente alimentos vegetarianos en escenarios como la Guerra de los Balcanes y el tsunami del 2004 en Indonesia.

### Instituto Bhaktivedanta (rama científica de ISKCON)
Este fue manejado hasta el 2007 por Bhaktisvarupa Damodara Swami (el Dr. Singh, PhD), con la consigna de sintetizar la ciencia y la espiritualidad.

### El Bhaktivedanta Book Trust (BBT)
La contribución más significativa de Bhaktivedanta Prabhupada la constituyen sus libros.
Las traducciones de sus libros se encuentran ahora disponibles en cuarenta idiomas. El Bhaktivedanta Book Trust, establecido en 1972 para publicar las obras de Prabhupada, se ha convertido así en la mayor casa editorial del mundo en el campo de la religión y la filosofía de la India.
Prabhupada escribió ochenta volúmenes de traducciones, comentarios y estudios de las obras clásicas de la India.
Entre sus proyectos más importantes estuvo la publicación del Sri Chaitanya-charitamrita, una obra clásica bengalí. Bhaktivedanta Prabhupada hizo la traducción y el comentario de sus dieciocho volúmenes en apenas dieciocho meses.

## Críticas y acusaciones
ISKCON (Asociación Internacional para la Conciencia de Krisna) es considerada una secta destructiva por distintos países y se ha visto envuelta en distintos escándalos de corrupción, abuso sexual y narcotráfico. Por ello, Prabhupada es visto como un líder de secta. Investigadores y académicos han denunciado conductas crueles y sectarias de su parte, como el «lavado de cerebro».
Aunque ISKCON ha resultado en ocasiones absuelta de realizar prácticas de lavado de cerebro,
en otros casos sí ha resultado considerada culpable por los tribunales de justicia en Estados Unidos, y condenada a pagar elevadas indemnizaciones.
Según el Centro Argentino para la Investigación y Refutación de la Pseudociencia, Prabhupada actuó como un líder de secta instigando conductas nocivas para sus seguidores como el desapego a la familia, una mala alimentación o incluso el suicidio:

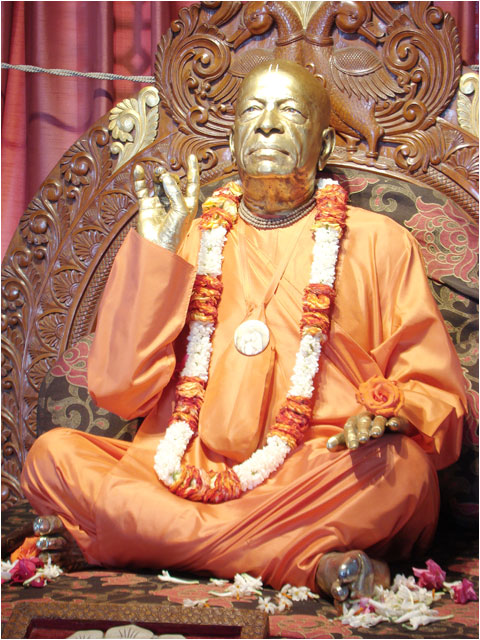
Estatua de Bhaktivedanta Prabhupada en el templo de ISKCON en Bangalore.

Con respecto a la familia recordemos lo que expresa Prabhupada: «Las relaciones íntimas de la familia [se refiere a padres e hijos] no son más que una enfermedad de la piel» (publicado por Mac Robert en The Boston Magazine, diciembre de 1980). Es común escuchar a los adeptos de Krishna decir: «Mamá no me beses que vas a contaminarme».

En relación a este punto recordemos lo que expresa Prabhupada en el Upadesamrita, especialmente en la pág. 79: «Otro impedimento es la prayalpa, el hablar innecesariamente. Cuando nos reunimos con algunos amigos, de inmediato comenzamos a hablar innecesariamente, lo cual suena igual a unos sapos que croan. Si tenemos que hablar, debemos hablar acerca del movimiento de conciencia de Krishna. Aquellos que no pertenecen al movimiento de conciencia de Krishna se interesan en leer montones de periódicos, revistas, novelas, en resolver crucigramas, y en hacer muchos otros disparates. De este modo la gente simplemente pierde su valioso tiempo y su energía. Todas estas actividades frívolas y otras más están incluidas dentro de la categoría de prayalpa. Las personas inteligentes interesadas en desarrollar conciencia de Krishna nunca deben participar en tales actividades».

El debilitamiento orgánico causado por los estados agudos de estrés derivados de dietas insuficientes (comidas con muy pocas proteínas), escasas horas de sueño y exceso de actividades (laborales, rituales). En el Bhagavad-guita tal como es (pág. 316) Swami Prabhupada explica el significado del texto 17: «Cualquier momento que se desperdicia durmiendo innecesariamente se considera una gran pérdida. Una persona consciente de Krishna no puede soportar pasar un minuto de su vida sin ocuparse en el servicio del Señor. Por lo tanto, su dormir se mantiene al mínimo. En ese aspecto, su ideal es Rupa Gosvami, quien siempre estaba ocupado en el servicio de Krishna y quien no podía dormir más de dos horas al día, y algunas veces ni siquiera eso».

Para el final he dejado un tema que preocupa en varias sectas destructivas y de manera especial en los Hare Krishna. Me refiero al suicidio de sus miembros. En la mayoría de los escritos encontramos textos que inducen a los miembros a cometer tal aberración. Por ejemplo en El néctar de la devoción, capítulo 9, pág. 63, Prabhupada se refiere a la actuación de un fiel que escucha insultos contra Krishna: «Hay tres maneras de comportarse ante tales insultos. Si uno oye blasfemar de palabra, debe ser tan experto que pueda derrotar al adversario, entonces el siguiente paso es que uno no debe quedarse ahí mansamente, sino que debe quitarse la vida. El tercer proceso se sigue si se es incapaz de ejecutar los procesos mencionados, y consiste en que uno debe abandonar el lugar y marcharse. Si un devoto no realiza ninguno de los tres procesos mencionados anteriormente, él cae de su posición de devoción».

### En español
- Bhaktivedanta Vedabase Online, los libros de Prabhupada traducidos al español.
- HareKrishna.es (descarga gratuita de casi todos los libros de Prabhupada traducidos al español, en PDF).

### En inglés
- Muchos libros en inglés de Bhaktivedanta Prabhupada, en el sitio web VedaBase.
  - Archivado el 4 de octubre de 2017 en Wayback Machine.
- Prabhupada.BlogSpot.com (frases tomadas de las cartas de Bhaktivedanta Prabhupada).
- Prabhupada.com (archivos Bhaktivedanta Prabhupada).
- PrabhupadaVani.org Archivado el 7 de mayo de 2021 en Wayback Machine. (clases de Bhaktivedanta Prabhupada).

- Datos: Q234898
- Multimedia: Prabhupada / Q234898
- Citas célebres: A. C. Bhaktivedānta Swami Prabhupāda